# Kokoulo
Der Kokoulo ist ein linker Nebenfluss des Kakrima im westafrikanischen Guinea.

## Verlauf
Der Fluss hat seine Quelle im Fouta Djallon, südlich der Stadt Labé. Er fließt in südwestliche Richtung. Der Kakrima mündet schließlich in den Kakrima, kurz bevor der wiederum in den Souapiti-Stausee mündet.

## Hydrometrie
Der Abfluss des Kokoulo wurde über die Jahre 1988 bis 2000 an der Pegelmessstation „Nianso“, etwa 20 km oberhalb der Mündung, in m³/s gemessen.